# Betriebshof Halensee
Der Betriebshof Halensee (Kurzbezeichnung seit etwa 1935: Hal) war ein Straßenbahnhof der Großen Berliner Straßenbahn und ihrer Nachfolgegesellschaften. Er befand sich in der Westfälischen Straße im Berliner Ortsteil Wilmersdorf. Der 1900 eröffnete Bahnhof XIII wurde mit Beginn des Zweiten Weltkriegs geschlossen und die Hallen während der Kriegshandlungen zerstört. 1958 eröffneten die Berliner Verkehrs-Betriebe (BVG) auf dem Gelände den Betriebshof Cicerostraße für den Omnibusverkehr.

## Lage und Aufbau
Der Hof befand sich auf einem 9578 m² großen Grundstück, das den nordwestlichen Teil innerhalb des Straßengevierts Westfälische Straße/Eisenzahnstraße/Mansfelder Straße/Cicerostraße ausmachte. Er umfasste eine zweischiffige Wagenhalle mit jeweils neun Gleisen und einer Grundfläche von 6200 m². Sie bestand aus Mauerwerk und wurde von einem flach geneigtem Satteldach über Eisenfachwerkbindern gedeckt. Die Beleuchtung wurde mittels kurzer quer verlaufender Oberlichtraupen bewerkstelligt. Die Front wies je Gleis ein Rundbogentor auf, die des östlichen Hallenschiffs war um einige Meter zurückgesetzt. Die Halle bot Platz für insgesamt 150 Straßenbahnwagen. Die Zufahrt erfolgte von der Westfälischen Straße. Weiterhin befanden sich auf dem Gelände Lagergebäude für Sand und Salz, Werkstätten sowie ein dreigeschossiges Wohn- und Verwaltungsgebäude. Letzteres stand im nordöstlichen Winkel des Grundstücks an der Kreuzung Westfälische Straße Ecke Brieger Straße. Die Brieger Straße verlief von der Westfälischen Straße in südlicher Richtung, ab 1911 wurde sie in die Albrecht-Achilles-Straße einbezogen und das Straßenstück später aufgelassen.

## Geschichte

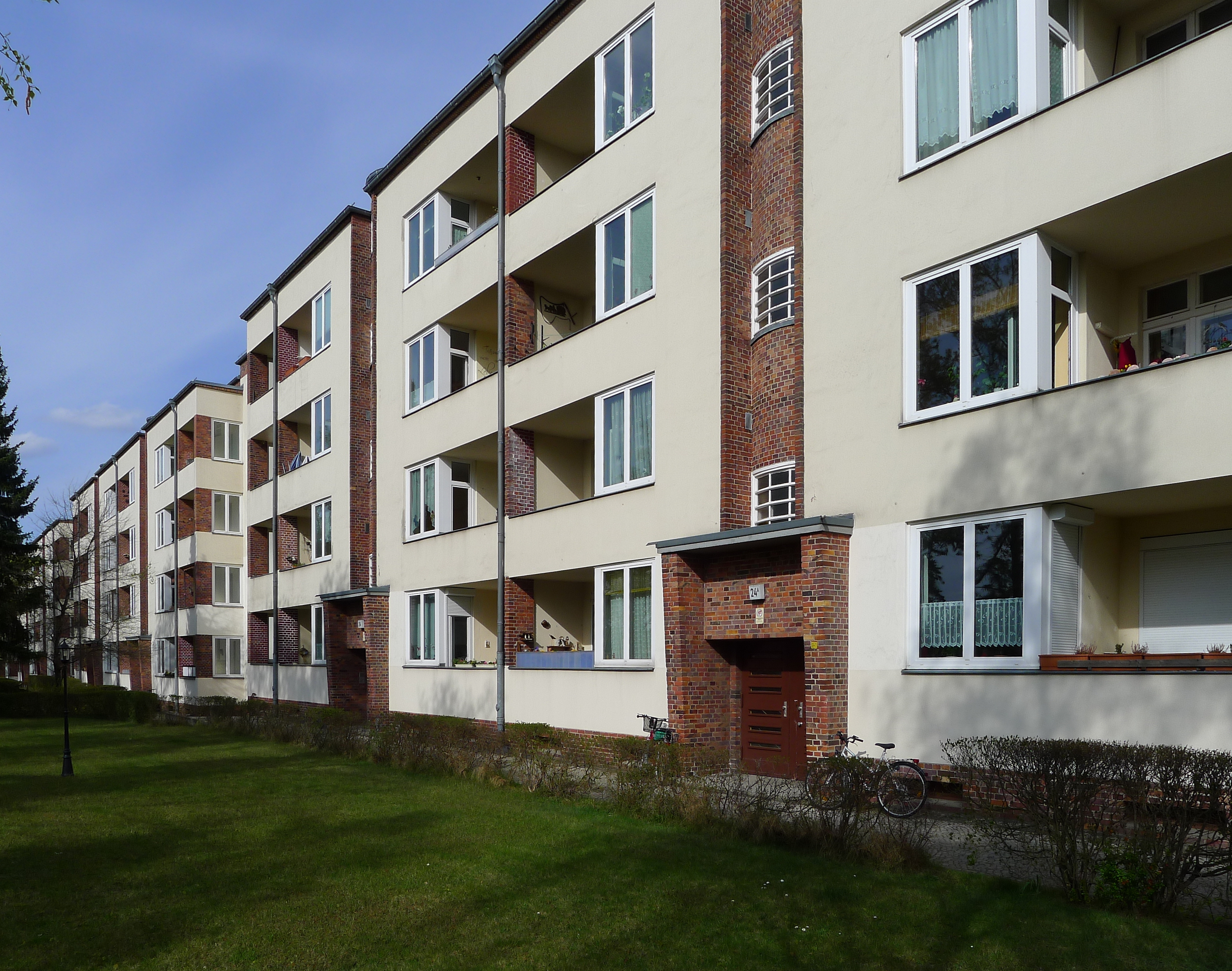
Die Wohngebäude in der Eisenzahnstraße 19–27 entstanden im Zusammenhang mit dem Neubau des Betriebshofs um 1930, 2012

Die Große Berliner Pferde-Eisenbahn (ab Januar 1898 als Große Berliner Straßenbahn, GBS) erwarb am 18. November 1897 das Grundstück Westfälische Straße 73–75 zum Kaufpreis von 350.000 Mark (kaufkraftbereinigt in heutiger Währung: rund 2,9 Millionen Euro) zur Errichtung eines neuen Betriebshofs. Der Bau wurde nach Plänen des Leiters der technischen Abteilung der GBS, Joseph Fischer-Dick, errichtet und ging im Jahr 1900 in Betrieb.
Die Berliner Straßenbahn-Betriebsgesellschaft als Nachfolger der GBS erarbeitete in den 1920er Jahren Pläne zur Modernisierung und Vergrößerung des Hofes. Nach Plänen des Architekten Jean Krämer sollten die bestehenden Gebäude komplett abgetragen und auf dem bis zur Eisenzahnstraße und Mansfelder Straße ausgeweiteten Grundstück ein neuer Betriebshof errichtet werden. Wie bei den zur gleichen Zeit errichteten Betriebshöfen Müllerstraße und Charlottenburg sollte das Hofgelände von Wohnhäusern für die Betriebsangehörigen eingefasst werden. Für den Neubau musste die Berliner Straßenbahn die umliegenden Grundstücke erwerben, die sich zu dieser Zeit teilweise im Besitz der Elster-Industrie-Bedarf-Gesellschaft befanden. Da sich die Besitzerin gegen den Verkauf der Flächen entschied, erwarb die Berliner Straßenbahn mit Zustimmung des Aufsichtsrats am 24. Juni 1924 die entsprechenden Anteile an der Gesellschaft und führte diese als Tochtergesellschaft weiter. Die für den Wohnungsbau zuständige Heimstättenbau-Gesellschaft, ebenfalls eine Tochtergesellschaft, erwarb 1927 wiederum den Grundbesitz der Elster-Industrie-Bedarf-Gesellschaft. Mit dem bestehenden Betriebshof und den erworbenen Flächen stand damit das gesamte Straßengeviert bis zur Eisenzahnstraße und Mansfelder Straße mit rund 52.800 m² Fläche für den Bau zur Verfügung.
Zwischen 1928 und 1930 wurde das Verwaltungsgebäude der Elster-Gesellschaft abgebrochen und das Betriebsgrundstück entlang der Eisenzahnstraße mit drei- bis viergeschossigen Wohnbauten im expressionistischen Stil eingefasst. Die Brieger Straße wurde im Zuge der Ausweitung des Geländes im gleichen Zeitraum aufgelassen. Auf dem übrigen Gelände begannen etwa zeitgleiche erste Ausschachtungsarbeiten. Die 1929 als Nachfolger gegründete Berliner Verkehrs-Gesellschaft (BVG) stoppte die Arbeiten nach der Weltwirtschaftskrise im Jahr 1930, um die noch vorhandenen Kapazitäten in die Fertigstellung des Betriebshofs Charlottenburg zu setzen.
Der Hof trug ab etwa 1935 die Kurzbezeichnung Hal. Er war im Mai 1937 als Heimatbahnhof für die Linien 57 (Pankow, Bürgerpark – Grunewald, Roseneck), 76, 176 (beide Lichtenberg, Gudrunstraße – Grunewald, Hundekehle), 191 (Görlitzer Bahnhof – Grunewald, Roseneck), 92 (Treptow, Elsenstraße) vorgesehen.
Mit dem Beginn des Zweiten Weltkriegs am 1. September 1939 beschlagnahmte die Wehrmacht den Betriebshof, wodurch dieser zwangsläufig geschlossen wurde. Die Leistungen übernahm der Betriebshof Charlottenburg. Die Hochbauten wurden im Kriegsverlauf ab November 1943 zerstört, von den Hallen blieben teilweise nur die Umfassungsmauern stehen. Die Wohngebäude in der Eisenzahnstraße wurden nach ihrer Beschädigung in vereinfachter Form wiederaufgebaut, die Häuser 19–27 sind noch weitgehend im ursprünglichen Zustand erhalten und stehen unter Denkmalschutz. Die auf dem Hofgelände befindlichen Schienen wurden 1946 zur Reparatur an anderer Stelle ausgebaut. Die BVG stellte das ursprünglich für den Ausbau vorgesehene Gelände nach Kriegsende zur kleingärtnerischen Nutzung zur Verfügung. Auf dem Gelände des alten Straßenbahnhofs entstanden Baracken, die diverse Kleinunternehmen ab 1946 nutzten. Die noch vorhandenen Werkstatt- und Aufenthaltsräume dienten einem Betrieb zur Aufarbeitung von Eisenträgern. Der Standort der rechten Wagenhalle diente als Lagerplatz für Kohlen, auf der Fläche der linken Halle waren Garagen zu finden. Die ehemaligen Arbeitsgruben dienten zur Aufnahme von Kraftstofftanks einer nichtöffentlichen Tankstelle. Entlang der linken Außenmauer des Hofs entstanden zum Ende der 1940er Jahre Unterstände für Lkw. Ab November 1956 begann die BVG mit der Enttrümmerung des Geländes für die Errichtung des neuen Omnibusbetriebshofs Cicerostraße. Der Grundsteinlegung im Mai 1957 folgte die feierliche Inbetriebnahme am 30. Mai 1958.